# DJ MASAの超!A&Gミュージック+
「DJ MASAの超!A＆Gミュージック+」とは2007年9月5日から2008年10月第1週まで超!A&G+にて放送されていた「超!A&Gミュージック+」の水曜日に当たるアニメ&ゲーム系の音楽番組。

## パーソナリティ
- DJ MASA
正体は不明。

## 番組の特徴
- 他の「超!A&Gミュージック+」とは異なり、パーソナリティの自ら選曲によるノンストップミュージックプログラム。
- 選曲でかけた曲は番組エンディングでまとめて紹介していた。
- 文化放送のスタジオではない場所から収録していた。

## 放送時間
- 2007年9月5日 - 9月26日
  - 初回放送:水曜日21:30 - 22:30
  - リピート放送:水曜日25:00 - 26:00、木曜日11:30 - 12:30、15:00 - 16:00、日曜日24:00 - 25:00、月曜日14:00 - 15:00
- 2007年10月3日 - 2008年4月2日
  - 初回放送:水曜日21:30 - 22:30
  - リピート放送:木曜日6:00 - 7:00、木曜日11:30 - 12:30、15:00 - 16:00、日曜日15:00 - 16:00
- 2008年4月9日 - 10月1日
  - 初回放送:水曜日16:00 - 17:00
  - リピート放送:木曜日6:00 - 7:00、12:00 - 13:00

※更新のない水曜日はリピート放送
- 月頭月曜日基準の月初め水曜日更新（ただし、2008年1月・4月・7月分は第2水曜日更新のため、月頭の水曜日は前の月分のリピート放送。）

## 後日談
- 当番組終了後、しばらく姿を消していたが、2010年10月10日に放送開始の番組「ラジオTokyo Cheer2 Party」で久々にDJ MASAの声を聞くことができるようになっている。その番組でもやはり、正体は明かされていない。